# Tam Nsaliwa
Tamandani Wazayo Phillip Nsaliwa (Lilongwe, 28 gennaio 1982) è un ex calciatore canadese, di ruolo difensore.

## Palmarès

### Club

#### Competizioni nazionali
- 2. Fußball-Bundesliga: 1

Norimberga: 2000-2001